# 伊丽莎白短期大学
伊丽莎白短期大学（日语：／ Elisabeth Tanki Daigaku *）是过去一所位于日本广岛县广岛市的私立短期大学。

## 概要

### 简介
- 学校最早可以追溯到1947年[1]。短期大学为于1952年开办[1]、由学校法人伊丽莎白艺术学园经营[2]。来源于比利时人传教士[注 2]创立的音乐学校、由于教育的基础是天主教。招生到1962年、正式停办于1966年[3]。

### 历史
- 1952年 伊丽莎白音乐短期大学成立并同时设置一个学科即音乐科[1]、分离为三个专攻、以下列举[2]。
  - 器乐专攻
  - 声乐专攻
  - 作曲楽理专攻
- 1954年 宗教音乐专攻成立于专科[2]。
- 1959年 音乐科入学生的修业年限变更从二年到三年、宗教音乐专攻和宗教科第二部成立。改校名为伊丽莎白短期大学[1][3]。
- 1962年 招生最后、次年停止招生（正式停办于1966年3月31日[3]）。

## 学校环境
- 校区：在了广岛县广岛市[注 1]

## 历任校长
- 欧内斯特・Goossens：[1]。

## 组织

### 学科
- 音乐科
  - 器乐专攻
  - 声乐专攻
  - 作曲楽理专攻
  - 宗教音乐专攻
- 宗教科第二部

### 专科
| - 宗教音乐专攻 |

### 业余课程
| - 没有 |

## 知名校友
- 莳田尚昊：作曲家

## 相关链接
- 日本短期大学列表